# На запад (фильм, 2005)
«На запад» (англ. Go West) — фильм 2005 года режиссёра Ахмеда Имамовича о конфликте в Боснии и Герцеговине, история любви двух геев Милана и Кенана, которые пытаются бежать из Сараево на запад от ужаса войны.

## Сюжет
События происходят во время войны в Югославии в 90-е годы. Босниец Кенан и серб Милан живут вместе в Сараево и имеют тайные гомосексуальные отношения. Когда началась война, они пытаются покинуть город. Кенан загриммирован и выглядит как женщина. Он должен представляться Миленой, женой Милана, для того, чтобы безопасно миновать сербские военные патрули. Мужчинам нужно перебираться в деревню Милана, чтобы переждать, пока закончится кровавая и бессмысленная бойня. В их планах — переезд и иммиграция в Голландию, однако Милана вскоре призывают в армию, и он вынужден оставить Кенана.

## В ролях
| Актёр           | Роль  |
| --------------- | ----- |
| Марио Дрмач     | Кенан |
| Тарик Филипович | Милан |